# Cercyonis wheeleri
Cercyonis wheeleri är en fjärilsart som beskrevs av Edwards 1873. Cercyonis wheeleri ingår i släktet Cercyonis och familjen praktfjärilar. Inga underarter finns listade i Catalogue of Life.